# Lasengmiao (köpinghuvudort i Kina, Inner Mongolia Autonomous Region, lat 39,32, long 106,84)
Lasengmiao är en köpinghuvudort i Kina. Den ligger i den autonoma regionen Inre Mongoliet, i den norra delen av landet, omkring 440 kilometer väster om regionhuvudstaden Hohhot. Antalet invånare är 14 212. Befolkningen består av 6 603 kvinnor och 7 609 män. Barn under 15 år utgör 13,0 %, vuxna 15-64 år 77 %, och äldre över 65 år 8,0 %.
Runt Lasengmiao är det ganska tätbefolkat, med 80 invånare per kvadratkilometer. Närmaste större samhälle är Shizuishan, 11,5 km sydväst om Lasengmiao. Omgivningarna runt Lasengmiao är i huvudsak ett öppet busklandskap.
Genomsnittlig årsnederbörd är 292 millimeter. Den regnigaste månaden är juli, med i genomsnitt 64 mm nederbörd, och den torraste är januari, med 1 mm nederbörd.